# Koblach
Koblach is een gemeente in de Oostenrijkse deelstaat Vorarlberg, gelegen in het district Feldkirch (FK). De gemeente heeft ongeveer 3900 inwoners.

## Geografie
Koblach heeft een oppervlakte van 10,24 km². Het ligt in het westen van het land.
Altach · Düns · Dünserberg · Feldkirch · Frastanz · Fraxern · Göfis · Götzis · Klaus · Koblach · Laterns · Mäder · Meiningen · Rankweil · Röns · Röthis · Satteins · Schlins · Schnifis · Sulz · Übersaxen · Viktorsberg · Weiler · Zwischenwasser
- Gemeinsame Normdatei: 4443841-2
- Library of Congress Control Number: no00018389
- Nationale Bibliotheek van Israël: 987007469882905171
- Virtual International Authority File: 131023195
- WorldCat: E39PBJB4cJb6KcWMy8Kx3Dbjmd